# Janiralata rajata
Janiralata rajata är en kräftdjursart som beskrevs av Menzies1951. Janiralata rajata ingår i släktet Janiralata och familjen Janiridae. Inga underarter finns listade i Catalogue of Life.